# Batalla de Visby
La batalla de Visby se libró en el año 1361 a las afueras de la ciudad de Visby, en la isla de Gotlandia (de la actual Suecia), entre las fuerzas del rey danés Valdemar IV y los campesinos gotlandeses. Fue la segunda y última batalla consecutiva de las fuerzas danesas contra los campesinos gotlandeses (después de la de Mästerby) al comienzo de la guerra danesa-hanseática. Las fuerzas danesas salieron victoriosas.

## Antecedentes
El 22 de julio de 1361, el rey Valdemar IV de Dinamarca (Valdemar Atterdag) envió un ejército de tierra en la costa oeste de Gotlandia. Los gotlandeses pagaban impuestos y eran una parte semiindependiente de Suecia bajo el rey Magnus IV de Suecia, aunque la población de Visby era diversa e incluía personas de ascendencia rutena, daneses y alemanes. En el año 1280, la ciudad de Visby se había unido a la alianza de ciudades de Wendish junto con Riga, Lübeck, Tallin y otros grandes centros de población del norte de Europa, separando aún más a Visby de la región de Götaland (tierra de los gautas) en la Suecia moderna. El antagonismo entre los habitantes de la ciudad y los campesinos del país de los gutes se intensificó; estos últimos fueron derrotados en batalla en el año 1288, a pesar de la ayuda de los caballeros de Estonia.

## Fuerzas
La fuerza danesa estaba dirigida por Valdemar IV de Dinamarca, y compuesta por soldados daneses y alemanes, muchos de ellos mercenarios de la costa báltica de Alemania, con experiencia reciente en las diversas disputas y guerras entre los estados alemanes y escandinavos. Estos hombres habrían usado lo que se conoce como armadura de transición, con placas de hierro o acero sobre áreas vitales y articulaciones sobre un traje completo de cota de malla. Los gotlandeses estaban comandados por un líder actualmente desconocido, probablemente un noble menor con experiencia militar, y la fuerza estaba compuesta principalmente por otros nobles menores, sus séquitos y hombres libres. Los hombres libres ordinarios parecen haber usado una protección limitada pero aún efectiva (muchos esqueletos fueron hallados con una camisa de cota de malla o con placas para proteger el torso). Otros pueden haber usado un gambesón acolchado o un collet de cuero, que no sobrevivieron a la descomposición después de la batalla. Inusualmente, muchos de los gutes parecen haber tenido una protección mínima para la cabeza, y muchos solo llevaban una cofia de malla, un gorro de metal; sin embargo, es posible que fueran despojados de los cascos después de la batalla. Se han descubierto muy pocas armas; ambos bandos utilizaron escudos redondos y armas tales como espadas, lanzas, hachas ligeras, ganchos, picas, mazas y martillos de guerra para el combate cuerpo a cuerpo.

## La batalla

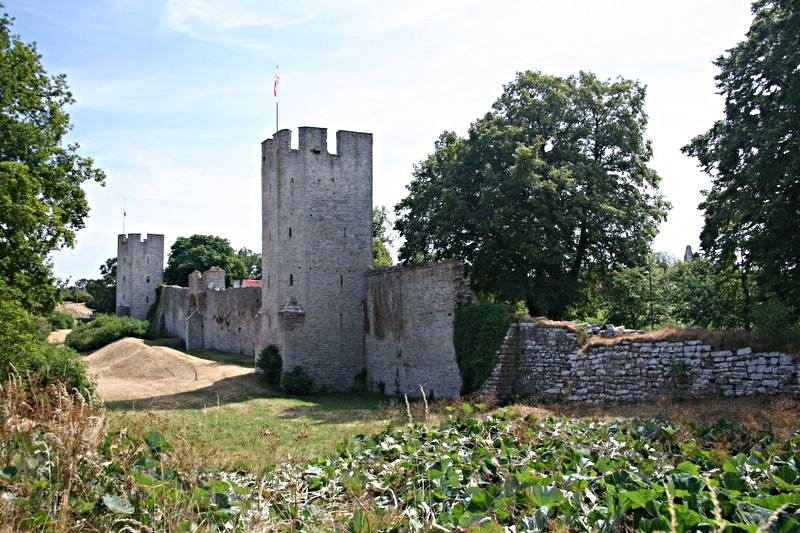
Imagen de las murallas de la ciudad, cerca del acceso norte. El curso principal de la batalla se libró a unos 300 m de las murallas

Las tropas danesas avanzaron hacia Visby. El primer día de la invasión, se libraron dos escaramuzas menores en terreno pantanoso entre los campesinos y el ejército. Alrededor de 1.500 granjeros gotlandeses murieron después de la batalla de Mästerby.
El 27 de julio, un ejército gutnish yeomen luchó contra los daneses a las afueras de las murallas de la ciudad y fue severamente derrotado, con un número estimado de muertos de unos 1.800 yeomen y campesinos; las bajas danesas siguen siendo una mera estimación, siendo desconocidas. Solo se han encontrado un par de artículos que se pueden vincular con soldados daneses, incluido un bolso y una armadura ornamentada que pertenecía a un miembro de la familia Roorda de Frisia. Las bajas pueden compararse con las que sufrieron los franceses en la batalla de Poitiers en 1356 y se considerarían altas para los estándares medievales.

## Consecuencias

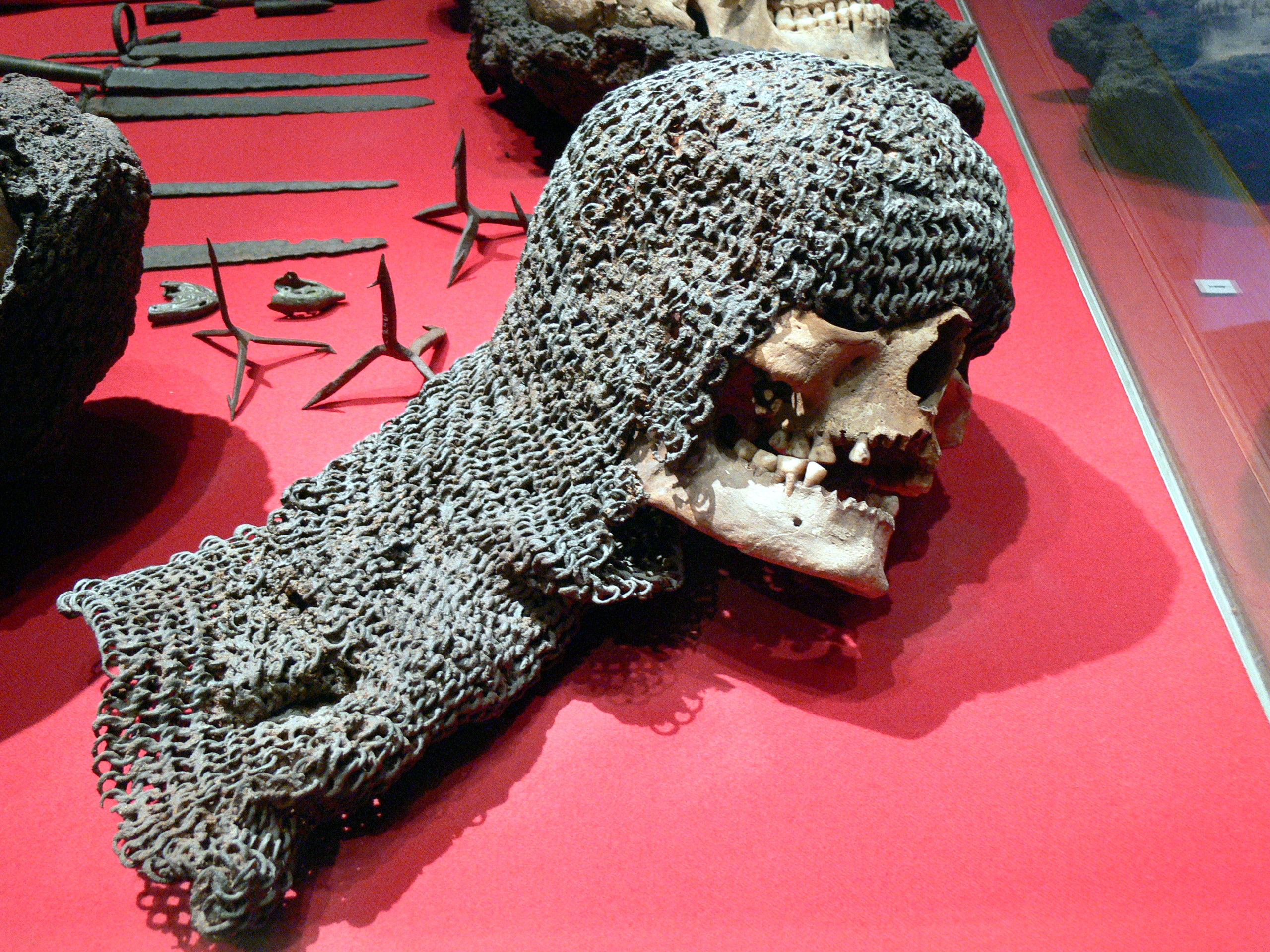
Cráneo de un soldado participante en la batalla en 1361.

Tras la devastadora batalla, los ciudadanos de Visby decidieron rendirse para evitar más pérdidas. Para salvar la ciudad de un saqueo, los habitantes entregaron una gran cantidad de sus riquezas al rey Valdemar. Esta extorsión de contribuciones se convirtió en un evento legendario, aunque no se puede confirmar que haya tenido lugar y, de ser así, los detalles completos aún no están claros. A pesar del pago, los daneses saquearon varias de las iglesias y monasterios de la ciudad.
El rey Valdemar nombró alguaciles para gobernar Visby y luego zarpó de nuevo. Pasaría otro año antes de que agregara oficialmente "Rey de Gotlandia" a sus muchos títulos. Cuando Alberto, rey de Suecia, tomó la Corona sueca, reclamó Gotlandia como parte de sus dominios y mantuvo la isla al menos hasta 1369; por lo tanto, la presencia danesa era meramente testimonial. La isla sería disputada por la Casa de Mecklemburgo y la corona danesa hasta 1376, cuando la reina Margarita (hija del difunto rey Valdemar) reclamó oficialmente la isla para Dinamarca.

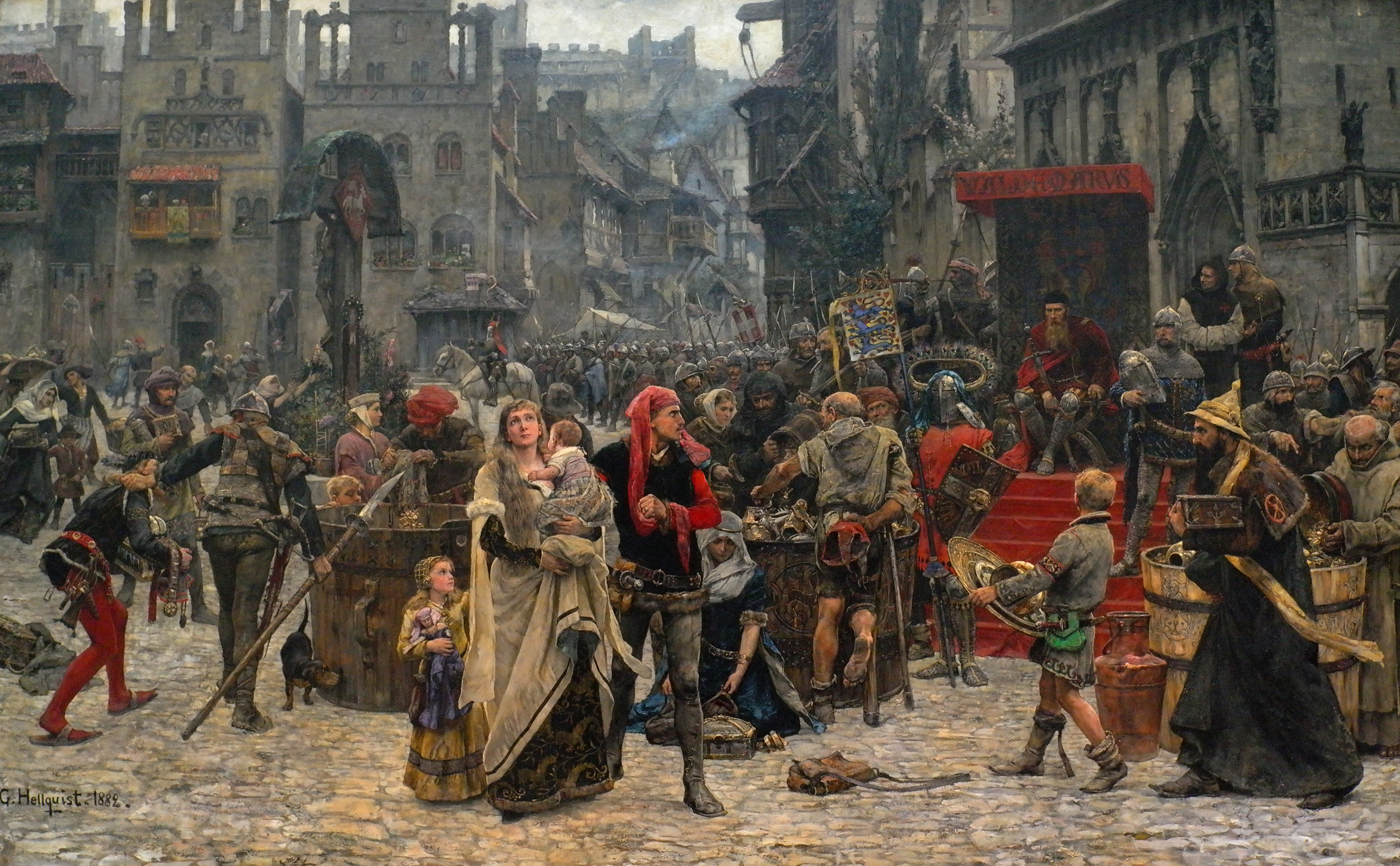
Saqueo de Visby tras la batalla, obra de Carl Gustaf Hellqvist

En 1389 el rey Alberto fue derrotado en una guerra civil, en la que la reina Margarita apoyó a los "rebeldes", y se vio obligado a abdicar. Sin embargo, se le concedió Gotland y su "capital" Visby, donde permaneció una organización "pirata" llamada los Hermanos Víveres. No fue hasta 1408 que los últimos restos de la casa de Mecklemburgo y los piratas mencionados fueron expulsados definitivamente.

## Excavaciones arqueológicas

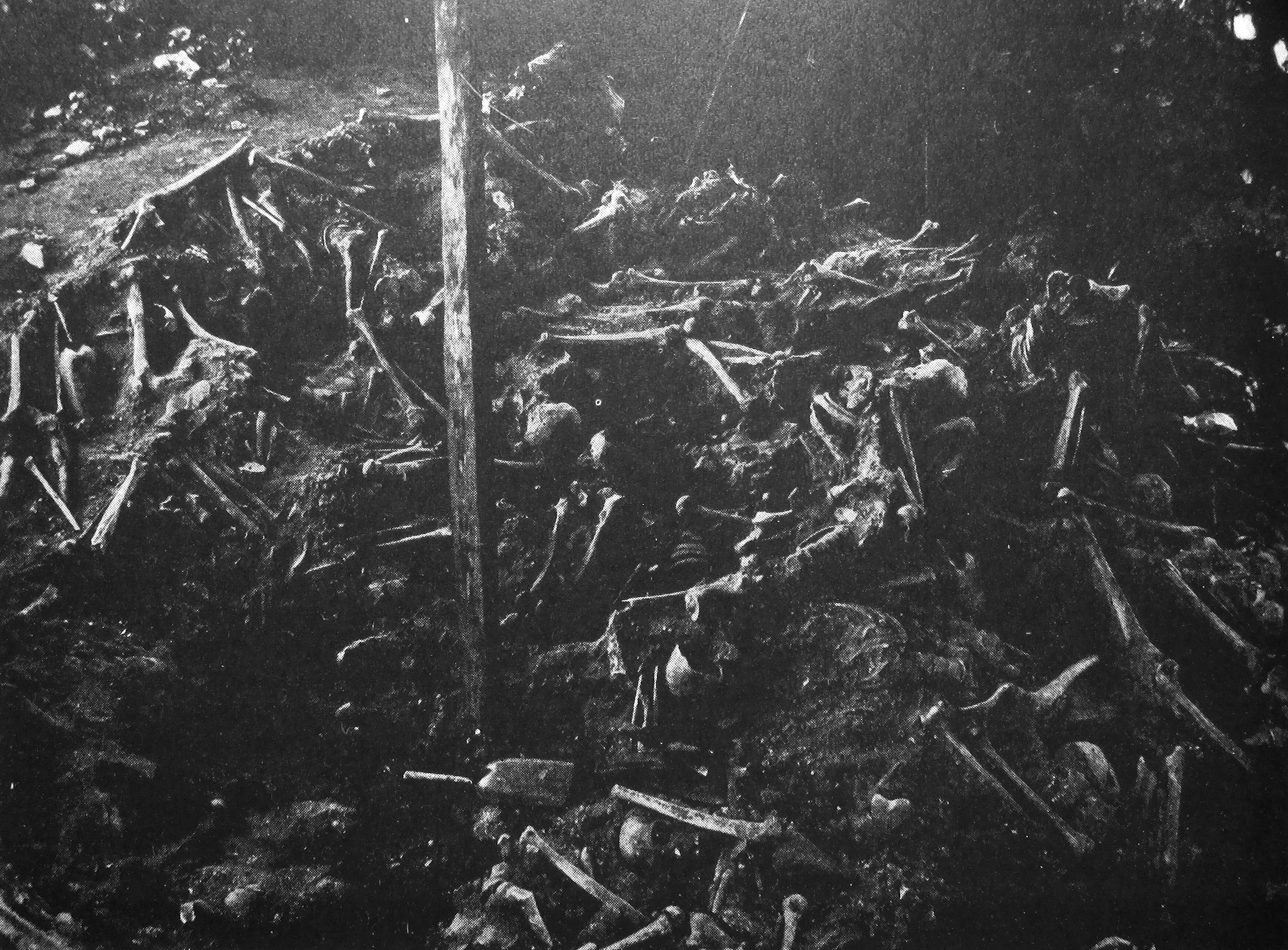
Fosa común en Korsbetningen durante las excavaciones de 1905.

Las primeras excavaciones arqueológicas se realizaron en 1905, dirigidas por Oscar Wilhelm Wennersten y el maestro de obras Nils Pettersson en el lugar ahora conocido como Korsbetningen en Visby, donde se encontró la primera fosa común de la batalla. La excavación también reveló la ubicación de la Abadía de Solberga.  Mostró que al menos un tercio del ejército gotlandés estaba formado por menores y ancianos. Muchos de los defensores muertos estaban, inusualmente, enterrados en sus armaduras; según el historiador John Keegan "... El clima cálido y su gran número (unos 2.000 cuerpos fueron enterrados) derrotaron los esfuerzos de los vencedores por despojarlos antes de que comenzara la descomposición". El sitio de la excavación "arrojó una de las revelaciones más temibles de una batalla medieval conocida por los arqueólogos". Cinco fosas comunes fueron localizadas fuera de las murallas de la ciudad.

## Semana medieval en Gotlandia

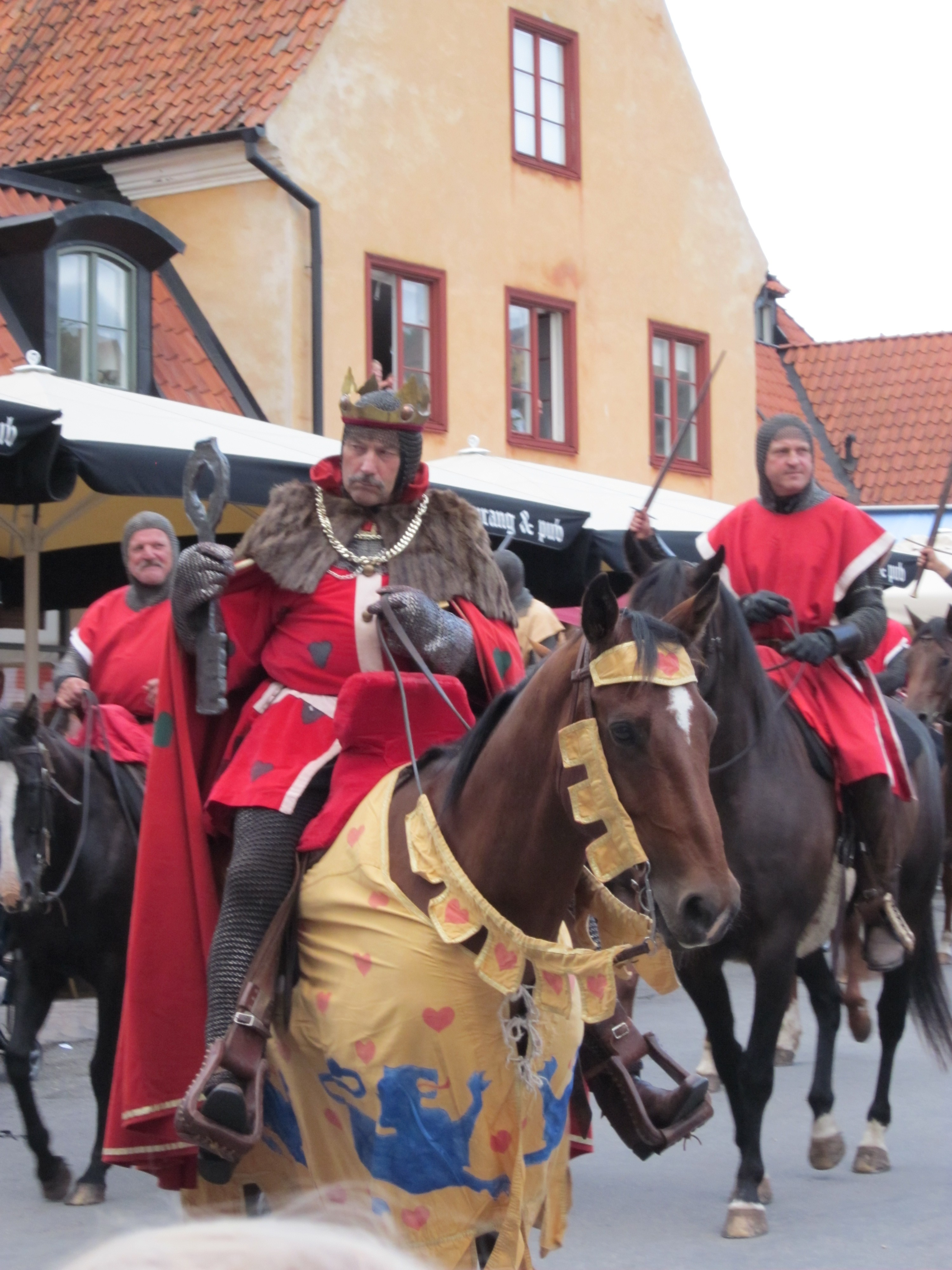
Recreación de la entrada del rey Valdemar en Visby

Cada año, durante la Semana Medieval en Gotlandia, se lleva a cabo una recreación histórica de la entrada y rescate de Visby por parte del rey Valdemar IV de Dinamarca en el sitio histórico. Desde 2011, la Batalla de Visby se recrea fuera de la muralla de la ciudad de Visby con participantes de sociedades históricas de varios países europeos y Estados Unidos.